# Agrias lugens
Agrias lugens är en fjärilsart som beskrevs av Otto Staudinger 1886. Agrias lugens ingår i släktet Agrias och familjen praktfjärilar. Inga underarter finns listade i Catalogue of Life.